# Irina Belova (gymnastique)
Pour les articles homonymes, voir Irina Belova et Belova.
Irina Olegovna Belova (née le 28 décembre 1980 à Zavoljie) est une gymnaste rythmique russe.

## Biographie
Irina Belova remporte aux Jeux olympiques d'été de 2000 à Sydney la médaille d'or par équipe avec Yelena Shalamova, Nataliya Lavrova, Mariya Netesova, Vera Shimanskaya et Irina Zilber.

## Palmarès

### Jeux olympiques
- Sydney 2000
  -  médaille d'or par équipe.

### Championnats du monde
- Séville 1998
  -  médaille de bronze par équipe.

### Championnats d'Europe
- Genève 2001
  -  médaille de bronze par équipe.